# 鉄人28号 (映画)
『鉄人28号』（てつじんにじゅうはちごう）は、横山光輝の漫画『鉄人28号』原作の2005年の日本の映画。3月19日公開。

## 概要
巨大ロボット作品の元祖『鉄人28号』の実写映画化作品。本作以前では鉄人28号の映画作品は1964年にテレビアニメ版の一編を上映したものがあるのみで、オリジナル作品としてはこれが初である。また実写作品としては1960年のテレビドラマ版以来となる。
監督には青春映画を多数手掛けた冨樫森を起用。原作をベースにしつつ舞台を現代に移し、主人公・金田正太郎の成長物語に重点が置かれている。本作に登場する鉄人28号とブラックオックスは、CG によって描かれている。
主人公・金田正太郎役と、ヒロイン・立花真美役は映画の製作が決定した段階で一般募集を含めたオーディションが行われ、それぞれ1万人近い応募の中から池松壮亮と蒼井優が選ばれた。
興行的には制作費10億円に対し興行収入1億円に留まっている。

## スタッフ
- 企画：遠谷信幸、大月俊倫
- 製作者：森隆一、石川富康、早河洋、荒井善清、小林洋輔
- プロデューサー：兵頭秀樹、多木良國、木村純一
- エグゼクティブプロデューサー：佐倉寛二郎
- 監督：冨樫森
- 原作：横山光輝
- 脚本：斉藤ひろし、山田耕大
- 音楽：千住明
- 撮影：山本英夫
- 記録：生田透子
- 照明：小野晃
- 視覚効果：松本肇
- 製作委員会（T-28プロジェクト）メンバー：電通、キングレコード、メディアウェイブ、衛星劇場、tv asahi、NBC UNIVERSAL、GENEON ENTERTAINMENT USA、クロスメディア
- 企画協力：光プロダクション
- 制作プロダクション：クロスメディア、メディアウェイブ

## キャスト
- 金田正太郎：池松壮亮
- 立花真美：蒼井優
- 金田陽子：薬師丸ひろ子（友情出演）
- 宅見零児：香川照之
- 貴島レイラ・ニールソン：川原亜矢子
- 江島香奈：中澤裕子
- 村雨研二：高岡蒼佑
- 田浦慶太郎：伊武雅刀
- 八城裕美子：西田尚美
- 加藤志津絵：北川智子
- 河合秀之：水上竜士
- 高橋清次郎：村松利史
- レポーター：矢沢心
- キャスター・芹沢明日香：田中麗奈
- 風鈴売り：妻夫木聡
- 金田正一郎：阿部寛
- 大塚雄之助：柄本明
- 綾部達蔵：中村嘉葎雄
- ブラックオックス （声）： 林原めぐみ

## 仕様
- 映画(劇場公開時):カラー、ビスタサイズ、DOLBY SURROUND 5.1
- DVD:カラー、ビスタサイズ、DOLBY AUDIO(5.1 日本語)、dts(5.1 日本語)